# Leonid Borisovič Krasin
Leonid Borisovič Krasin, in russo Леонид Борисович Красин? (Kurgan, 15 luglio 1870, 3 luglio del calendario giuliano – Londra, 24 novembre 1926), è stato un rivoluzionario, politico e diplomatico russo e sovietico.

## Biografia
Attivo nel movimento socialdemocratico dal 1890, aderì fin dalla fondazione (1898) al Partito Operaio Socialdemocratico Russo, del cui Comitato centrale fece parte dal 1903 al 1907. Negli anni venti fu membro del Consiglio dei commissari del popolo della RSFS Russa e dell'URSS, fece parte del Comitato centrale del Partito bolscevico e fu poi rappresentante diplomatico dapprima in Francia e poi nel Regno Unito, dove morì nel 1926.